# Circuit de Wallonie 2017
Il Circuit de Wallonie 2017, cinquantunesima edizione della corsa, valido come evento dell'UCI Europe Tour 2017 categoria 1.2, si svolse il 1º maggio 2017 su un percorso di 182,4 km, con partenza ed arrivo a Mont-sur-Marchienne. Fu vinto dall'olandese Maarten Van Trijp, che terminò la gara in 4h 16' 36" alla media di 42,65 km/h, battendo i belgi Ludovic Robeet e, terzo arrivato, Rob Leemans.
Dei 113 ciclisti alla partenza 95 completarono la competizione.

## Squadre partecipanti
| N. | Cod. | Squadra                        |
| -- | ---- | ------------------------------ |
|    | AAS  | Ago-Aqua Service               |
|    | CCD  | Differdange-Losch              |
|    | CIB  | Cibel-Cebon                    |
|    | CYC  | 0711-Cycling                   |
|    | MCT  | Monkey Town Continental Team   |
|    | MET  | Metec-TKH                      |
|    | PCW  | T.Palm-Pôle Continental Wallon |
|    | PSV  | Pauwels Sauzen-Vastgoeds.      |
|    | SVB  | Sport Vlaanderen-Baloise       |
|    | WVA  | WB Veranclassic Aqua Protect   |

| N. | Cod. | Squadra                         |
| -- | ---- | ------------------------------- |
|    |      | Asfra Racing Team Oudenaarde    |
|    |      | Baguet-Miba Poorten-Indulek     |
|    |      | Equipe Exploit-Goomah Racing B. |
|    |      | Home Solution-Anmapa-Soenens    |
|    |      | NaturaBlue Cycling Team         |
|    |      | Profel United CT                |
|    |      | Transports Lacombe/Devinci      |
|    |      | VDM Van Durme-Michiels-Trawobo  |
|    |      | WV Schijndel-TML Dommelstreek   |

## Ordine d'arrivo (Top 10)
| Pos. | Corridore         | Squadra          | Tempo    |
| ---- | ----------------- | ---------------- | -------- |
| 1    | Maarten Van Trijp | Metec-TKH        | 4h16'36" |
| 2    | Ludovic Robeet    | WB Veranclassic  | s.t.     |
| 3    | Rob Leemans       | Pauwels Sauzen   | s.t.     |
| 4    | Christophe Noppe  | Sport Vlaanderen | s.t.     |
| 5    | Marco Zanotti     | Monkey Town      | s.t.     |
| 6    | Nicola Toffali    | 0711-Cycling     | s.t.     |
| 7    | Julien Stassen    | WB Veranclassic  | s.t.     |
| 8    | Mathias De Witte  | Cibel–Cebon      | s.t.     |
| 9    | Jimmy Duquennoy   | WB Veranclassic  | s.t.     |
| 10   | Arjen Livyns      | Pauwels Sauzen   | s.t.     |